# A magyar labdarúgó-válogatott 2014. június 7-i mérkőzése
A magyar labdarúgó-válogatott barátságos mérkőzése Kazahsztán ellen, 2014. június 7-én, Budapesten, a Puskás Ferenc Stadionban, mely egyben a 888. hivatalos nemzetközi összecsapás volt. Ez a mérkőzés volt az utolsó válogatott esemény a felújítás előtt álló stadionban. A találkozó végeredménye 3–0 lett a magyarok javára. A három nappal ezelőtti válogatott meccsen bemutatkozó négy újonc után ismét ketten vehették fel a címeres mezt Nagy Gábor (középpályás) és Simon Krisztián (középpályás).

## Előzmények
A magyar labdarúgó-válogatottnak a Kazahsztán elleni volt a negyedik mérkőzése a 2014-es esztendőben. Az elsőre március 5-én került sor Győrben, Finnország ellen (barátságos, 1–2), a másodikra május 22-én Debrecenben került sor szintén barátságos találkozón a dán válogatott ellen (2–2), míg a harmadikra június 4-én Budapesten, a Puskás Ferenc Stadionban, gyér érdeklődés mellett került sor az albán válogatott ellen (barátságos, 1–0).
A két csapat még soha nem találkozott egymással, ez volt az első hivatalos magyar–kazak összecsapás.

## Helyszín
A találkozót a budapesti Puskás Ferenc Stadionban rendezték meg. Érdekesség, hogy a stadion 2017-2018-ig tartó rekonstrukciója előtt ez volt az utolsó válogatott mérkőzés.

## Keretek
megjegyzés: A táblázatokban szereplő adatok a mérkőzés előtti állapotnak megfelelőek.
Pintér Attila, a magyar labdarúgó-válogatott szövetségi kapitánya, május 30-án hirdette ki harminckét főből álló keretét az albánok és a kazahok elleni mérkőzésekre. Évek óta nem fordult elő, hogy kizárólag itthon védő kapusok szerepeljenek a keretben, most azonban – Bogdán Ádám és Gulácsi Péter sérülése miatt – NB I-es kapusok közül kerül ki a kezdőcsapat tagja: Horváth Tamás, Rózsa Dániel és az újonc Dibusz Dénes volt a három jelölt. Visszatért a csapatba Lovrencsics Gergő és Priskin Tamás, Tőzsér Dániel viszont sérülés miatt hiányzott.
| Magyarország                       | Magyarország      | Magyarország                     | Magyarország | Magyarország | Magyarország         | Magyarország                         |
| Poszt                              | Név               | Születési idő és életkor         | Vál.         | Gól          | Klub                 | Utolsó válogatottság                 |
| ---------------------------------- | ----------------- | -------------------------------- | ------------ | ------------ | -------------------- | ------------------------------------ |
| K                                  | Horváth Tamás     | 1987. június 18. (26 évesen)     | 0            | 0            | Mezőkövesd-Zsóry     | –                                    |
| K                                  | Dibusz Dénes      | 1990. november 16. (23 évesen)   | 0            | 0            | Ferencvárosi TC      | –                                    |
| K                                  | Rózsa Dániel      | 1984. november 24. (29 évesen)   | 1            | 0            | Szombathelyi Haladás | 2014. 06. 04-én Albánia ellen.       |
| V                                  | Bosnjak Predrag   | 1985. november 13. (28 évesen)   | 1            | 0            | Szombathelyi Haladás | 2014. 06. 04-én Albánia ellen.       |
| V                                  | Heffler Tibor     | 1987. május 17. (27 évesen)      | 1            | 0            | Paks                 | 2014. 06. 04-én Albánia ellen.       |
| V                                  | Kádár Tamás       | 1990. március 14. (24 évesen)    | 16           | 0            | Diósgyőri VTK        | 2014. 03. 05-én Finnország ellen.    |
| V                                  | Korcsmár Zsolt    | 1989. január 9. (25 évesen)      | 22           | 0            | Greuther Fürth       | 2013. 10. 15-én Andorra ellen.       |
| V                                  | Korhut Mihály     | 1988. december 1. (25 évesen)    | 2            | 0            | Debreceni VSC        | 2014. 06. 04-én Albánia ellen.       |
| V                                  | Lang Ádám         | 1993. január 17. (21 évesen)     | 2            | 0            | Győri ETO            | 2014. 06. 04-én Albánia ellen.       |
| V                                  | Lázár Pál         | 1988. március 11. (26 évesen)    | 6            | 0            | Debreceni VSC        | 2011. 11. 11-én Liechtenstein ellen. |
| V                                  | Lipták Zoltán     | 1984. december 10. (29 évesen)   | 17           | 1            | Győri ETO            | 2014. 06. 04-én Albánia ellen.       |
| V                                  | Szabó János       | 1989. november 7. (24 évesen)    | 1            | 0            | Paks                 | 2014. 05. 22-én Dánia ellen.         |
| V                                  | Varga József      | 1988. június 6. (25 évesen)      | 28           | 0            | Debreceni VSC        | 2014. 06. 04-én Albánia ellen.       |
| KP                                 | Dzsudzsák Balázs  | 1986. december 23. (27 évesen)   | 61           | 14           | Gyinamo Moszkva      | 2014. 06. 04-én Albánia ellen.       |
| KP                                 | Gyurcsó Ádám      | 1991. március 6. (23 évesen)     | 9            | 1            | Videoton             | 2014. 05. 22-én Dánia ellen.         |
| KP                                 | Kalmár Zsolt      | 1995. június 9. (18 évesen)      | 2            | 0            | Győri ETO            | 2014. 06. 04-én Albánia ellen.       |
| KP                                 | Koman Vladimir    | 1989. március 16. (25 évesen)    | 36           | 7            | Ural Jekatyerinburg  | 2014. 05. 22-én Dánia ellen.         |
| KP                                 | Kovács István     | 1992. március 27. (22 évesen)    | 2            | 0            | Videoton             | 2013. 08. 14-én Csehország ellen.    |
| KP                                 | Lovrencsics Gergő | 1988. szeptember 1. (25 évesen)  | 4            | 0            | Lech Poznań          | 2014. 06. 04-én Albánia ellen.       |
| KP                                 | Nagy Gábor        | 1985. október 6. (28 évesen)     | 0            | 0            | Szombathelyi Haladás | –                                    |
| KP                                 | Pátkai Máté       | 1988. március 6. (26 évesen)     | 5            | 0            | Győri ETO            | 2014. 06. 04-én Albánia ellen.       |
| KP                                 | Simon Krisztián   | 1991. július 10. (22 évesen)     | 0            | 0            | Újpest FC            | –                                    |
| KP                                 | Stieber Zoltán    | 1988. október 16. (25 évesen)    | 4            | 0            | Hamburger SV         | 2014. 06. 04-én Albánia ellen.       |
| KP                                 | Szakály Péter     | 1986. augusztus 17. (27 évesen)  | 6            | 0            | Debreceni VSC        | 2014. 05. 22-én Dánia ellen.         |
| KP                                 | Vécsei Bálint     | 1993. július 13. (20 évesen)     | 1            | 0            | Budapest Honvéd      | 2014. 06. 04-én Albánia ellen.       |
| KP                                 | Zsidai László     | 1986. július 16. (27 évesen)     | 2            | 0            | Debreceni VSC        | 2008. 03. 26-án Szlovénia ellen.     |
| CS                                 | Futács Márkó      | 1990. február 22. (24 évesen)    | 2            | 0            | Diósgyőri VTK        | 2014. 06. 04-én Albánia ellen.       |
| CS                                 | Nikolics Nemanja  | 1987. december 31. (26 évesen)   | 4            | 1            | Videoton             | 2014. 05. 22-én Dánia ellen.         |
| CS                                 | Priskin Tamás     | 1986. szeptember 27. (27 évesen) | 43           | 13           | Makkabi Haifa        | 2014. 06. 04-én Albánia ellen.       |
| CS                                 | Radó András       | 1993. szeptember 9. (20 évesen)  | 0            | 0            | Szombathelyi Haladás | –                                    |
| CS                                 | Rudolf Gergely    | 1985. március 9. (29 évesen)     | 27           | 10           | Győri ETO            | 2014. 06. 04-én Albánia ellen.       |
| CS                                 | Varga Roland      | 1990. január 23. (24 évesen)     | 2            | 0            | Győri ETO            | 2014. 06. 04-én Albánia ellen.       |
| Szövetségi kapitány: Pintér Attila |                   |                                  |              |              |                      |                                      |

| Kazahsztán                             | Kazahsztán | Kazahsztán               | Kazahsztán | Kazahsztán | Kazahsztán | Kazahsztán           |
| Poszt                                  | Név        | Születési idő és életkor | Vál.       | Gól        | Klub       | Utolsó válogatottság |
| -------------------------------------- | ---------- | ------------------------ | ---------- | ---------- | ---------- | -------------------- |
| Szövetségi kapitány: Jurij Krasznozsan |            |                          |            |            |            |                      |

Az adatok a mérkőzés előtti állapotnak megfelelőek.

## A mérkőzés
Pintér Attila szövetségi kapitány a mérkőzés előtt rosszul lett, helyette Farkas József irányította a magyar válogatottat.
| 2014. június 7. 20:30 (CET) |

| Magyarország                                 | 3 – 0               | Kazahsztán                              |
| -------------------------------------------- | ------------------- | --------------------------------------- |
| Priskin 27' Varga R. 63' Engel 90+1' (öngól) | (1 – 0) Jegyzőkönyv | Abdulin 17' Korobkin 25′, 62′ Malij 77' |

| Puskás Ferenc Stadion, Budapest Nézőszám: 10 000 Játékvezető: Alexandre Boucaut (belga) |

### Az összeállítások
| Csapatszínek | Csapatszínek | Csapatszínek |
| Csapatszínek |              |              |
| Csapatszínek |              |              |
|              |              |              |
| Magyarország |              |              |

| Csapatszínek | Csapatszínek | Csapatszínek |
| Csapatszínek |              |              |
| Csapatszínek |              |              |
|              |              |              |
| Kazahsztán   |              |              |

Használt rövidítések (magyar rövidítés – angol rövidítés – poszt):
| - KA – GK – kapus - V – DF – hátvéd - S – SW – söprögető - JV – RB – jobb oldali védő - KV – CB – középső védő - BV – LB – bal oldali védő - JSZV – RWB – jobb szélső védő - BSZV – LWB – bal szélső védő | - KP – MF – középpályás - VKP – DM – védekező középpályás - BKP – LM – bal oldali középpályás - KKP – CM – középső középpályás - JKP – RM – jobb oldali középpályás | - JSZ – RW – jobb szélső - BSZ – LW – bal szélső - TKP – AM – támadó középpályás | - CS – ST, FW – csatár - JCS – RF – jobb oldali csatár - KCS – CF – középső csatár - BCS – LF – bal oldali csatár |

| MAGYARORSZÁG:                                 |    |                  |  |     |
|                                               |    |                  |  |     |
| KA                                            | 12 | Rózsa Dániel     |  |     |
| JV                                            | 3  | Heffler Tibor    |  |     |
| KV                                            | 4  | Lang Ádám        |  |     |
| KV                                            | 5  | Korcsmár Zsolt   |  |     |
| BV                                            | 6  | Korhut Mihály    |  |     |
| VKP                                           | 11 | Nagy Gábor       |  | 55' |
| VKP                                           | 16 | Zsidai László    |  |     |
| JKP                                           | 15 | Gyurcsó Ádám     |  | 77' |
| KKP                                           | 23 | Vécsei Bálint    |  | 79' |
| BKP                                           | 20 | Varga Roland     |  | 87' |
| CS                                            | 9  | Priskin Tamás    |  | 81' |
| Cserék:                                       |    |                  |  |     |
| KA                                            | 22 | Horváth Tamás    |  |     |
| JV                                            | 2  | Szabó János      |  |     |
| KV                                            | 8  | Varga József     |  |     |
| KP                                            | 21 | Kalmár Zsolt     |  | 79' |
| CS                                            | 14 | Radó András      |  |     |
| KP                                            | 15 | Stieber Zoltán   |  |     |
| KP                                            | 10 | Kovács István    |  | 55' |
| KP                                            | 7  | Simon Krisztián  |  | 77' |
| CS                                            | 17 | Nikolics Nemanja |  | 87' |
| CS                                            | 18 | Futács Márkó     |  | 81' |
| Vezetőedző:                                   |    |                  |  |     |
| Pintér Attila (Farkas József helyettesítette) |    |                  |  |     |

| KAZAHSZTÁN:       |    |                       |  |           |
|                   |    |                       |  |           |
| KA                | 22 | Andrej Szigyelnyikov  |  |           |
| JV                |    | Konsztantyin Engel    |  |           |
| KV                |    | Renat Abdulin         |  |           |
| KV                |    | Szergej Malij         |  |           |
| BV                |    | Alekszandr Kiszlicin  |  | szünetben |
| JKP               |    | Ulan Koniszbajev      |  | 78'       |
| KKP               |    | Valerij Korobkin      |  |           |
| KKP               |    | Anatolij Bogdanov     |  | 87'       |
| BKP               |    | Andrej Finoncsenko    |  | 59'       |
| JCS               |    | Szergej Hizsnyicsenko |  | 70'       |
| BCS               |    | Marat Hajrullin       |  | 65'       |
| Cserék:           |    |                       |  |           |
| V                 |    | Gafurzsan Szujumbajev |  | szünetben |
| KP                |    | Sztanyiszlav Lunyin   |  | 78'       |
| KP                |    | Andrej Karpovics      |  | 87'       |
| KP                |    | Bauirzsan Iszlamhan   |  | 59'       |
| CS                |    | Alekszej Scsetkin     |  | 70'       |
| CS                |    | Aszhat Tagibergen     |  | 65'       |
| Vezetőedző:       |    |                       |  |           |
| Jurij Krasznozsan |    |                       |  |           |

Asszisztensek:

## Örökmérleg a mérkőzés után
| Magyarország |           | Kazahsztán |
| ------------ | --------- | ---------- |
| 1            | Győzelem  | 0          |
| 0            | Döntetlen | 0          |
| 3            | Gólok     | 0          |
| 3/3          | Pontok    | 0/3        |
| 100%         | %         | 0%         |